# Gabriel Gardner
Gabriel Bryan "Gabe" Gardner, född 18 mars 1976 i San Diego, är en amerikansk volleybollspelare. Gardner blev olympisk guldmedaljör i volleyboll vid sommarspelen 2008 i Peking.